# Grotte de la Vacheresse
Pour les articles homonymes, voir Vacheresse (homonymie).
La grotte de la Vacheresse est une grotte ornée située en France sur la commune de Vallon-Pont-d'Arc, dans le département de l'Ardèche en région Auvergne-Rhône-Alpes.
Elle fait l’objet d'une inscription au titre des monuments historiques depuis le 25 août 1995.

## Localisation
La grotte est située sur la commune de Vallon-Pont-d'Arc, dans le département français de l'Ardèche, en région Auvergne-Rhône-Alpes.

## Historique
L'édifice est inscrit au titre des monuments historiques depuis le 25 août 1995.